# Wereldkampioenschappen zwemmen jeugd 2008
De Wereldkampioenschappen zwemmen jeugd 2008 werden gehouden van 8 tot en met 12 juli 2008 in Monterrey, Mexico. De wedstrijden vonden plaats op het zwemcomplex van de Autonome Universiteit van Nuevo León, alle onderdelen die op het programma stonden staan ook op het programma van de Wereldkampioenschappen zwemmen. De mannelijke deelnemers moesten geboren zijn op 1 januari 1990 of daarna, de vrouwelijke deelnemers moesten geboren zijn op 1 januari 1991 of daarna.

## Podia

### Jongens
| Onderdeel          | Goud                                                                                     | Goud       | Zilver                                                                     | Zilver   | Brons                                                                          | Brons    |
| ------------------ | ---------------------------------------------------------------------------------------- | ---------- | -------------------------------------------------------------------------- | -------- | ------------------------------------------------------------------------------ | -------- |
| Vrijeslag          |                                                                                          |            |                                                                            |          |                                                                                |          |
| 50 m               | Orinoco Faamausili Nieuw-Zeeland                                                         | 22,37 CR   | Luca Dotto Italië                                                          | 22,63    | Luca Leonardi Italië                                                           | 22,70    |
| 100 m              | Luca Dotto Italië                                                                        | 50,06 CR   | Luca Leonardi Italië                                                       | 50,11    | Oleg Tikhobaev Rusland                                                         | 50,33    |
| 200 m              | Danila Izotov Rusland                                                                    | 1.47,63 CR | Robert Bale Verenigd Koninkrijk                                            | 1.49,44  | Lucien Hassdenteufel Duitsland                                                 | 1.49,72  |
| 400 m              | Danila Izotov Rusland                                                                    | 3.51,81 CR | Alex di Giorgio Italië                                                     | 3.53,19  | Krzysztof Pielowski Polen                                                      | 3.53,66  |
| 800 m              | Heerden Herman Zuid-Afrika                                                               | 8.01,77 CR | Krzystof Pielowski Polen                                                   | 8.02,02  | Raoul Shaw Frankrijk                                                           | 8.04,71  |
| 1500 m             | Krzystof Pielowski Polen                                                                 | 15.25,01   | Artem Podyakov Rusland                                                     | 15.26,56 | Raoul Shaw Frankrijk                                                           | 15.31,07 |
| Rugslag            |                                                                                          |            |                                                                            |          |                                                                                |          |
| 50 m               | Benjamin Treffers Australië                                                              | 25,60 CR   | Pavel Sankovitsj Wit-Rusland                                               | 25,93    | Artem Doebovskoj Rusland                                                       | 26,17    |
| 100 m              | Daniel Bell Nieuw-Zeeland                                                                | 55,32      | Benjamin Treffers Australië                                                | 55,77    | Christopher Walker-Hebborn Verenigd Koninkrijk                                 | 56,04    |
| 200 m              | Kurt Basset Nieuw-Zeeland                                                                | 1.59,67 CR | Matthew Swanston Canada                                                    | 2.00,53  | Radosław Kawęcki Polen                                                         | 2.00,72  |
| Schoolslag         |                                                                                          |            |                                                                            |          |                                                                                |          |
| 50 m               | Daniel Sliwinski Verenigd Koninkrijk                                                     | 28,37 CR   | Caba Siladji Servië                                                        | 28,38    | Andrea Toniato Italië                                                          | 28,40    |
| 100 m              | Daniel Sliwinski Verenigd Koninkrijk                                                     | 1.02,19 CR | Marco Koch Duitsland                                                       | 1.02,56  | Caba Siladji Servië                                                            | 1.02,57  |
| 200 m              | Aleksej Zinovjev Rusland                                                                 | 2.14,78 CR | Marco Koch Duitsland                                                       | 2.15,27  | Robert Holderness Verenigd Koninkrijk                                          | 2.15,67  |
| Vlinderslag        |                                                                                          |            |                                                                            |          |                                                                                |          |
| 50 m               | Daniel Bell Nieuw-Zeeland                                                                | 23,61 CR   | Ivan Lenđer Servië                                                         | 23,97    | Pavel Sankovitsj Wit-Rusland                                                   | 24,26    |
| 100 m              | Daniel Bell Nieuw-Zeeland                                                                | 52,52 CR   | Ivan Lenđer Servië                                                         | 52,62    | Timothy Phillips Verenigde Staten                                              | 52,87    |
| 200 m              | Yuya Horihata Japan                                                                      | 1.59,03 CR | Federico Bussolin Italië                                                   | 1.59,13  | Yusuke Mori Japan                                                              | 1.59,32  |
| Wisselslag         |                                                                                          |            |                                                                            |          |                                                                                |          |
| 200 m              | Dimitri Colupaev Duitsland                                                               | 2.02,28 CR | James Surhoff Verenigde Staten                                             | 2.02,51  | Yuya Horihata Japan                                                            | 2.02,99  |
| 400 m              | Andrew Gemmell Verenigde Staten                                                          | 4.21,58    | Jan-David Schepers Duitsland                                               | 4.22,10  | Keita Sameshima Japan                                                          | 4.29,93  |
| Estafettes         |                                                                                          |            |                                                                            |          |                                                                                |          |
| 4×100 m vrije slag | Italië Luca Dotto Marco Orsi Fabio Gimondi Luca Leonardi                                 | 3.19,09 CR | Rusland Artem Loboezov Vladimir Brjoechov Oleg Tichobajev Danila Izotov    | 3.20,64  | Brazilië Marcos Macedo João de Lucca Renner Lima Henrique Rodrigues            | 3.22,81  |
| 4×200 m vrije slag | Verenigd Koninkrijk Robert Bale Thomas Parris Ryan Bennett Christopher Walker-Hebborn    | 7.20,18 CR | Duitsland Joel Ax Lucien Hassdenteufel Jan-David Schepers Dimitri Colupaev | 7.20,27  | Japan Kohei Masuda Yuta Takahashi Yuki Kobori Yuya Horihata                    | 7.24,72  |
| 4×100 m wisselslag | Verenigd Koninkrijk Christopher Walker-Hebborn Daniel Sliwinski James Doolan Robert Bale | 3.41,69 CR | Japan Takashi Iyobe Takeshi Yamada Shinri Shioura Kenta Ito                | 3.42,61  | Verenigde Staten Timothy Johnson Eric Friedland Timothy Phillips Walter Rumans | 3.42,79  |

### Meisjes
| Onderdeel          | Goud                                                                             | Goud        | Zilver                                                                        | Zilver   | Brons                                                            | Brons    |
| ------------------ | -------------------------------------------------------------------------------- | ----------- | ----------------------------------------------------------------------------- | -------- | ---------------------------------------------------------------- | -------- |
| Vrije slag         |                                                                                  |             |                                                                               |          |                                                                  |          |
| 50 m               | Elodie Schmitt Frankrijk                                                         | 25,88       | Hannah Riordan Canada                                                         | 25,95    | Nathalie Lindborg Zweden                                         | 26,01    |
| 100 m              | Samantha Tucker Verenigde Staten                                                 | 55,59 CR    | Silke Lippok Duitsland                                                        | 56,08    | Megan Romano Verenigde Staten                                    | 56,32    |
| 200 m              | Dagny Knutson Verenigde Staten                                                   | 1.59,78 CR  | Samantha Tucker Verenigde Staten                                              | 2.00,41  | Ellen Fullerton Australië                                        | 2.01,18  |
| 400 m              | Jelena Sokolova Rusland                                                          | 4.06,30 CR  | Margaux Fabre Frankrijk                                                       | 4.12,44  | Katie Gardocki Verenigde Staten                                  | 4.13,00  |
| 800 m              | Jelena Sokolova Rusland                                                          | 8.32,75 CR  | Katie Gardocki Verenigde Staten                                               | 8.37,08  | Andreina Pinto Venezuela                                         | 8.37,82  |
| 1500 m             | Jelena Sokolova Rusland                                                          | 16.28,77 CR | Kalliopi Araouzou Griekenland                                                 | 16.33,68 | Andreina Pinto Venezuela                                         | 16.36,33 |
| Rugslag            |                                                                                  |             |                                                                               |          |                                                                  |          |
| 50 m               | Grace Loh Australië                                                              | 28,83 CR    | Etiene Medeiros Brazilië                                                      | 29,44    | Elizabeth Pelton Verenigde Staten                                | 29,45    |
| 100 m              | Grace Loh Australië                                                              | 1.02,02     | Elizabeth Pelton Verenigde Staten                                             | 1.02,37  | Tess Simpson Canada                                              | 1.02,96  |
| 200 m              | Zuzanna Mazurek Polen                                                            | 2.12,56 CR  | Elizabeth Pelton Verenigde Staten                                             | 2.13,53  | Karolina Urbanska Polen                                          | 2.13,83  |
| Schoolslag         |                                                                                  |             |                                                                               |          |                                                                  |          |
| 50 m               | Kasey Carlson Verenigde Staten                                                   | 31,81       | Laura Sogar Verenigde Staten                                                  | 31,94    | Amanda Reason Canada                                             | 32,02    |
| 100 m              | Samantha Marshall Australië                                                      | 1.08,72 CR  | Mina Matsushima Japan                                                         | 1.08,99  | Jekaterina Baklakova Rusland                                     | 1.09,06  |
| 200 m              | Olga Detenjoek Rusland                                                           | 2.25,19 CR  | Keiko Fukudome Japan                                                          | 2.25,39  | Laura Sogar Verenigde Staten                                     | 2.26,41  |
| Vlinderslag        |                                                                                  |             |                                                                               |          |                                                                  |          |
| 50 m               | Silvia di Pietro Italië                                                          | 26,77 CR    | Mélanie Henique Frankrijk                                                     | 27,09    | Ellese Zallewski Australië                                       | 27,13    |
| 100 m              | Natsuki Akiyama Japan                                                            | 59,58       | Silvia di Pietro Italië                                                       | 59,60    | Yui Miyamoto Japan                                               | 1.00,05  |
| 200 m              | Natsuki Akiyama Japan                                                            | 2.08,10 CR  | Nina Schiffer Duitsland                                                       | 2.09,36  | Yui Miyamoto Japan                                               | 2.09,41  |
| Wisselslag         |                                                                                  |             |                                                                               |          |                                                                  |          |
| 200 m              | Dagny Knutson Verenigde Staten                                                   | 2.12,97 CR  | Ellen Fullerton Australië                                                     | 2.14,73  | Victoria Andrejeva Rusland                                       | 2.16,21  |
| 400 m              | Dagny Knutson Verenigde Staten                                                   | 4.43,49 CR  | Ellen Fullerton Australië                                                     | 4.45,17  | Barbara Jardin Canada                                            | 4.49,10  |
| Estafettes         |                                                                                  |             |                                                                               |          |                                                                  |          |
| 4×100 m vrije slag | Verenigde Staten Dagny Knutson Megan Romano Elizabeth Pelton Samantha Tucker     | 3.43,54 CR  | Duitsland Silke Lippok Franziska Jansen Lisa Vitting Sina Sutter              | 3.46,63  | Canada Hannah Riordan Hillary Bell Paige Schultz Alexandra Gabor | 3.47,30  |
| 4×200 m vrije slag | Verenigde Staten Samantha Tucker Lily Moldenhauer Dagny Knutson Elizabeth Pelton | 8.04,49     | Verenigd Koninkrijk Sasha Matthews Rebecca Turner Lucy Worrall Lauren Collins | 8.06,52  | Canada Alexandra Gabor Barbara Jardin Hillary Bell Paige Schultz | 8.10,08  |
| 4×100 m wisselslag | Verenigde Staten Elizabeth Pelton Laura Sogar Caroline McElhany Samantha Tucker  | 4.06,90 CR  | Australië Grace Loh Samantha Marshall Ellese Zalewski Ellen Fullerton         | 4.07,59  | Canada Tess Simpson Amanda Reason Kendra Chernoff Hannah Riordan | 4.07,76  |

## Medaillespiegel
| Plaats | Land                | Goud | Zilver | Brons | Totaal |
| 1      | Verenigde Staten    | 9    | 6      | 6     | 21     |
| 2      | Rusland             | 7    | 2      | 4     | 13     |
| 3      | Nieuw-Zeeland       | 5    | 0      | 0     | 5      |
| 4      | Australië           | 4    | 4      | 2     | 10     |
| 5      | Verenigd Koninkrijk | 4    | 2      | 2     | 8      |
| 6      | Italië              | 3    | 5      | 2     | 10     |
| 7      | Japan               | 3    | 3      | 6     | 12     |
| 8      | Polen               | 2    | 1      | 3     | 6      |
| 9      | Duitsland           | 1    | 7      | 1     | 9      |
| 10     | Frankrijk           | 1    | 2      | 2     | 5      |
| 11     | Zuid-Afrika         | 1    | 0      | 0     | 1      |
| 12     | Servië              | 0    | 3      | 1     | 4      |
| 13     | Canada              | 0    | 2      | 6     | 8      |
| 14     | Wit-Rusland         | 0    | 1      | 1     | 2      |
| 14     | Brazilië            | 0    | 1      | 1     | 2      |
| 16     | Griekenland         | 0    | 1      | 0     | 1      |
| 17     | Venezuela           | 0    | 0      | 2     | 2      |
| 18     | Zweden              | 0    | 0      | 0     | 1      |
| Totaal | Totaal              | 40   | 40     | 40    | 120    |